# Inibidor de neuraminidase
Inibidores de neuraminidase são uma classe de fármacos antivirais destinados ao tratamento do vírus da gripe, que atuam ao bloquear a função da proteína viral neuraminidase, impedindo que o vírus se reproduza através de gemulação.